# Ask Hasselbalch
Ask Hasselbalch, né le 28 février 1979 à Copenhague (Danemark) dans le quartier de Frederiksberg, est un réalisateur danois.

## Biographie
Ask Hasselbalch fait ses débuts au cinéma de long métrage avec la trilogie Antboy (2013), Antboy: Red Furies Revenge (2014) et Antboy 3 (2016). Les trois films remportent de nombreux prix, dont le Robert du meilleur film de famille ou pour enfants en 2014 et 2015. Nimbus Film a vendu la totalité de la trilogie « Antboy » à plus de 80 pays.

## Filmographie

### Acteur

#### Télévision
Séries télévisées
- 2013 : Troldspejlet : Lui-même - Director
- 2013-2014 : Aftenshowet : Lui-même
- 2014 : Hamburg Journal : Lui-même

### Réalisateur

#### Cinéma
- 2013 : Antboy
- 2014 : Antboy: La revanche de Red Fury
- 2016 : Antboy 3
- 2018 : Skammerens Datter II: Slangens Gave

#### Courts-métrages
- 2002 : Ghostwash
- 2002 : Soul Ripper
- 2005 : Sort oktober
- 2008 : Alliancen
- 2008 : En sikker vinder
- 2009 : Huset overfor
- 2010 : Vilddyr

### Producteur

#### Courts-métrages
- 2002 : Soul Ripper

### Scénariste

#### Courts-métrages
- 2002 : Soul Ripper
- 2005 : Sort oktober